# Олонец (станция)
Оло́нец (фин. Aunuksenlinna, Aunus) — грузовая железнодорожная станция на 168,8 км перегона Ильинская — Лодейное Поле линии Янисъярви — Лодейное Поле.

## Общие сведения
Станция Aunuksenlinna была открыта осенью 1943 года в составе пятой очереди линии Янисъярви — Лодейное Поле. 
Расположена в северной части города Олонец Республики Карелия. Имеется железнодорожный вокзал вокзал 1960-х годов постройки.  Путевое развитие станции составляет три станционных пути. Имеется поворотный треугольник, а также подъездные пути к грузовому лесному терминалу ООО "Стора Энсо Форест Вест".
15 декабря 1971 года вошла в строй железная дорога Олонец — Лодейное Поле. Дорога началась строиться в 1969 году.
В настоящее время (2019 год) станция как пассажирская не работает по причине отмены любого пассажирского движения. В 2014 году проведена реконструкция пассажирской платформы; на ней (а также и на вокзальном здании) установлены новые таблички с названием станции).
21 сентября 2019 года жители города Питкяранта устроили на железнодорожном  вокзале митинг в защиту восстановления железнодорожного сообщения с Санкт-Петербургом. Однако Алексей Кайдалов, министр по дорожному хозяйству, транспорту и связи Карелии, разъяснил, что "Министерство финансов Республики Карелия считает невозможным направление средств на исполнение полномочий, не отнесённых к компетенции республики".

## Галерея
- Станция Олонец
- Вид на станцию с воздуха
- Вид на станцию с южной горловины
- Вид в сторону ст. Ильинская
- Вид в сторону ст. Лодейное Поле
- Пассажирская платформа
- Интерьер зала ожидания
- Люстра в зале ожидания
- Ограда вокзальной территории
- Вид на перрон со стороны вокзала